# Elias Katz
Elias Katz (Turku, 22 giugno 1901 – Gaza, 24 dicembre 1947) è stato un mezzofondista e siepista finlandese, vincitore della medaglia d'oro ai Giochi olimpici di Parigi 1924 nei 3000 metri a squadre insieme a Paavo Nurmi e Ville Ritola.

## Biografia
Nella stessa manifestazione ottiene anche una medaglia d'argento, nei 3000 metri siepi, giungendo alle spalle di Ritola.
Sempre nello stesso anno si trasferisce a Berlino per aderire al gruppo sportivo ebraico intitolato a Simon Bar Kokheba, ma, poiché ebreo, nel 1933 scappa dalla Germania, a causa del diffondersi dell'ondata antisemita.
Dopo la seconda guerra mondiale si stabilisce in Palestina per guidare gli atleti del Maccabi e viene scelto come allenatore della squadra israeliana di atletica per le Olimpiadi di Londra 1948. Muore però alla fine del 1947 durante la Guerra civile palestinese del 1947-1948, lavorando come operatore cinematografico per l'esercito britannico, in uno scontro a fuoco con miliziani arabi.